# Sigmodon hispidus
Sigmodon hispidus är en däggdjursart som beskrevs av Thomas Say och George Ord 1825. Sigmodon hispidus ingår i släktet bomullsråttor, och familjen hamsterartade gnagare. IUCN kategoriserar arten globalt som livskraftig. Inga underarter finns listade i Catalogue of Life.

## Utseende
Arten når en absolut längd av 8 till 32 cm (inklusive svans) och hanar är allmänt större än honor. Svansen är något kortare än huvudet och bålen tillsammans. Vikten varierar mellan 100 och 225 g. Den borstiga pälsen på ovansidan har en prickig textur med ljusbruna och svarta hår. Vid undersidan är pälsen ljusgrå till vit och svansen är bara glest täckt med hår. Mellan artens populationer finns skillnader i storleken och i pälsfärgens intensitet. Liksom andra bomullsråttor har Sigmodon hispidus S-formiga knölar på andra och tredje molaren. Tandformeln är I 1/1 C 0/0 P 0/0 M 3/3, alltså 16 tänder.

## Utbredning och habitat
Denna bomullsråtta förekommer i södra och sydöstra USA samt i angränsande regioner av Mexiko. Utbredningsområdet sträcker sig från Arizona, Colorado och Nebraska till Virginia och Florida. En avskild population finns i gränsområdet mellan Arizona, Kalifornien och Mexiko. Populationer i centrala Mexiko och söderut till Centralamerika listas sedan tidiga 2000-talet som självständiga arter.
Sigmodon hispidus lever huvudsakligen i landskap som är täckta av gräs, till exempel prärien, betesmarker, andra ängar samt fältkanter. Dessutom förekommer arten i torra områden med glest fördelade buskar eller träd av släktet Prosopis.

## Ekologi
Denna gnagare kan vara aktiv på dagen eller på natten och den håller ingen vinterdvala. Social är arten bara under parningstiden och på vintern. Under den kalla årstiden kan flera individer sitta tät intill varandra för att spara värme. Sigmodon hispidus bygger sitt bo av gräs och andra växtdelar som vävas ihop. Boet kan likna en kaffekopp eller en boll. Det placeras under en överhängande klippa eller i andra gömställen. Dessutom skapar arten 7,5 till 10 cm breda stigar i gräset. Den gräver även tunnlar med en diameter av 2,5 till 5 cm som ligger 2,5 till 10 cm under markytan.
Reviret är 0,1 till 0,5 hektar stort och honor försvarar sitt territorium. Sigmodon hispidus äter främst blad (inklusive gräs), frön, rötter, nötter och trä. Dessutom ingår några insekter, kräftdjur, fågelungar och kanske as i födan. Vätskebehovet täcks främst av födan men arten dricker när den hittar vatten.
Parningstiden är beroende på utbredning. I tempererade regioner sker fortplantningen mellan våren och hösten och i varma regioner förekommer kullar över hela året. Honor har vanligen 3 till 4 kullar per år. Allmänt är äldre och tjockare hanar dominant över yngre och lättare hanar så att de förstnämnda får oftare tillfälle att para sig. Dräktigheten varar cirka 27 dagar och sedan föds oftast 5 till 7 ungar, sällan upp till 15 ungar. Nyfödda ungar väger cirka 7,2 g och de kan från början gå men de öppnar sina ögon först efter 60 timmar. Ungarna diar sin mor ungefär tre veckor och sedan syns de utanför boet. Ungarna blir könsmogna efter 35 till 40 dagar men Sigmodon hispidus parar sig sällan innan den är två månader gammal. Denna bomullsråtta har efter fem månader nådd sin maximala storlek.
Bara 13,2% av beståndet lever längre än 6 månader. Under bra förhållanden kan vilda individer leva ett år. Individer som hölls i fångenskap levde upp till 5 år och 2 månader.
Arten har flera naturliga fiender som rävar, prärievargar, tamkatter, rödlo, tvättbjörnar, mårddjur, hökar, ugglor och ormar. Ungar dödas även av introducerade myror av arten Solenopsis invicta. I regioner där myran saknas är bomullsråttans bestånd dubbelt så stor som i områden där myran förekommer. För att undvika fiender har gnagaren sin prickiga päls som utgör ett kamouflage och sina stigar för snabb rymning.

## Sigmodon hispidusoch människor
Arten är känd som skadedjur på odlade växter. När individerna gräver sina tunnlar vid kanten av kanaler och diken kan de ge upphov till ekonomiska skador.
1939 överförde den amerikanska läkaren Charles Armstrong viruset som orsakar barnförlamning (polio) till individer av Sigmodon hispidus och senare även till tama möss. Innan förekom viruset bara hos människor och andra primater. Så var det möjligt att undersöka viruset med hjälp av mera vanliga försöksdjur och 1952 hittades ett vaccin mot viruset.

## Bildgalleri

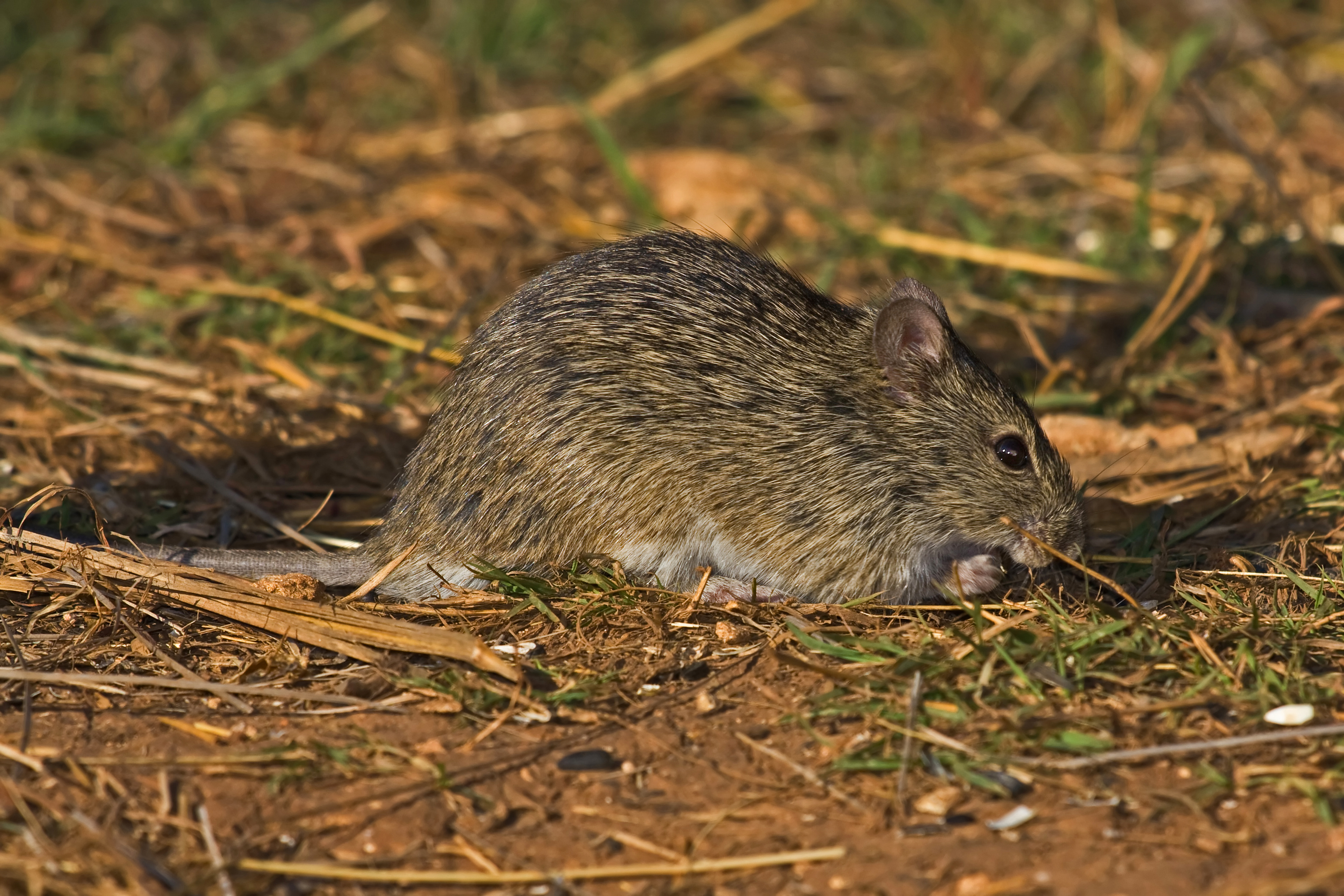
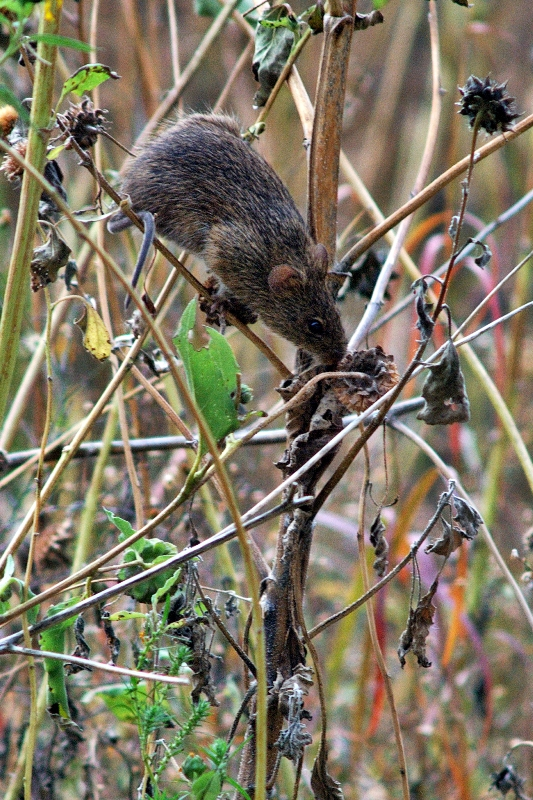